# Glaphyroptera insignis
Glaphyroptera
Genre
Espèce
Glaphyroptera insignis, unique représentant du genre fossile Glaphyroptera, est une espèce fossile d'insectes coléoptères de la famille des Buprestidae.

## Classification
Le genre Glaphyroptera et l'espèce Glaphyroptera insignis sont décrits en 1852 par le paléontologue suisse Oswald Heer (1809-1883),.

### Fossiles
Selon Paleobiology Database en 2023, deux collections de fossiles sont référencées :
- Éocène, une collection en Allemagne, avec un fossile venant de Geiseltal, de la collection Halle, décrite en 1935 par Alexander Pongrácz (d)[3] ;
- Jurassique, une collection en Suisse, venant de la formation Insektenmergel, Schambelen, dans le canton d'Argovie, et décrite en 1852 par Oswald Heer[1],[2].

Ceci atteste la présence de l'espèce Glaphyroptera insignis et du genre Glaphyroptera depuis l'Hettangien du Jurassique inférieur au Lutétien de l'Éocène, soit de 201,3 à 41,3 Ma avant notre ère.

### Citations
Ce genre est cité en :
- 1891 par l'entomologiste allemand Bruno Förster (1852-1924)[4] ;
- 1906 par l'entomologiste autrichien Anton Handlirsch (1865-1935)[5] ;
- 2008 par l'entomologiste américain Charles Lawrence Bellamy (d)[6] ;
- 2011 par l'entomologiste canadien Patrice Bouchard (d) et al.[7].

### Étymologie
L'épithète spécifique insignis signifie en latin « remarquable ».

### Historique
Le genre Glaphyroptera n'a pas toujours été monotypique :
- l'espèce †Glaphyroptera brevicollis Heer, 1864 est renommée en †Proctobuprestis brevicollis (Heer, 1864) en 1906 par Anton Handlirsch[8] ;
- l'espèce †Glaphyroptera crassiuscula Förster, 1891 est renommée †Leia crassiuscula (Förster, 1891) en 1909 par Oskar Augustus Johannsen[9] ;
- l'espèce †Glaphyroptera depressa Heer, 1852 est renommée en †Glaphyropterites depressus (Heer, 1852) en 1906 par Anton Handlirsch[10] ;
- l'espèce †Glaphyroptera gehreti Heer, 1852 est renommée en †Glaphyropterodes gehreti (Heer, 1852) en 1906 par Anton Handlirsch[11] ;
- l'espèce †Glaphyroptera gracillima Förster, 1891 est renommée en †Leia gracillima (Förster, 1891) en 1909 par Oskar Augustus Johannsen[12] ;
- l'espèce †Glaphyroptera longipes Förster, 1891 est renommée en †Leia longipes (Förster, 1891) en 1937 par le paléontologue français Nicolas Théobald (1903-1981)[13] ;
- l'espèce †Glaphyroptera lotharingiaca Fliche, 1901 est renommée en †Flichea lotharingiaca (Fliche, 1901) en 1906 par Anton Handlirsch[14] ;
- l'espèce †Glaphyroptera spectabilis Heer, 1864[15] est déclarée nomen dubium par Anton Handlirsch en 1906 [16] du genre Coleopteron Handlirech, 1906[17].

Par ailleurs, le genre Glaphyroptera Winnertz, 1863 est déclaré « synonyme subjectif » du genre Leia en 1909 par l'entomologiste américain Oskar Augustus Johannsen (en) et en 1994 par Neal Luit Evenhuis,.

### Publication originale
- [1852] (de) Oswald Heer, « Die Lias-Insel des Aargau's », Zwei Geologische Vorträge Gehalten im März, vol. 1852, no 1,‎ 1852, p. 1-15.